# Union Omaha Soccer Club
L'Union Omaha Soccer Club, conosciuto più semplicemente come Union Omaha, è un club calcistico professionistico statunitense con base a Omaha, nel Nebraska, che disputa le proprie partite casalinghe presso il Werner Park, impianto da 9.023 posti a sedere situato nel comune di Papillion
Attualmente partecipa alla USL League One, terza divisione del campionato americano.

## Storia
Il 1º maggio 2019, la United Soccer League ha annunciato la nascita di una nuova franchigia con sede ad Omaha che avrebbe partecipato alla USL League One, campionato di terzo livello, a partire dalla stagione successiva. Il successivo 3 ottobre, la società ha rivelato il proprio nome, il proprio stemma e il proprio simbolo, il gufo della Virginia.
Il club ha debuttato in una gara ufficiale il 25 luglio 2020 in un pareggio per 0-0 sul campo del New England Revolution II. Conquistando il secondo posto in regular season grazie ad una rete a tempo scaduto all'ultima giornata, il club ha raggiunto la finale del campionato alla prima partecipazione. La finale, prevista per il 30 ottobre sul campo del Greenville Triumph, primo classificato in stagione regolare, a causa dei tanti casi di positività al COVID-19 registratisi tra la fine dell'Union Omaha è stata tuttavia cancellata, e il club di Greenville è stato dichiarato campione per via della migliore media punti ottenuta durante la stagione regolare.
I gufi fieri riuscirono a riscattarsi però già l'anno successivo: dopo aver concluso la stagione regolare al primo posto, ai playoff l'Union Omaha dominò dapprima la semifinale contro il Tucson per 6-1 e poi, nella finale del 20 novembre 2021, sconfisse nettamente il Greenville Triumph col risultato di 3-0, laureandosi così per la prima volta nella sua storia campione dell'USL League One.

## Palmarès

### Competizioni nazionali
- USL League One: 2

2021, 2024
- USL1 Players' Shield : 3

2021, 2023, 2024

### Piazzamenti
- USL League One:

Secondo posto: 2020